# (12492) Tanais
(12492) Tanais est un astéroïde de la ceinture principale.

## Description
(12492) Tanais est un astéroïde de la ceinture principale. Il fut découvert le 3 mai 1997 à La Silla par Eric Walter Elst. Il présente une orbite caractérisée par un demi-grand axe de 2,87 UA, une excentricité de 0,04 et une inclinaison de 3,5° par rapport à l'écliptique.

## Compléments